# Sign (serie de televisión)
Sign (サイン Sain?) es una serie de drama japonesa, transmitida por MBS TV desde el 19 de enero hasta el 16 de marzo de 2011. La serie se centra en Dōji Ooe, un joven estudiante de secundaria que lidia con su sordera. Fue protagonizada por Takuya Uehara y Dori Sakurada en los roles principales.

## Argumento
Han pasado dos años desde que el estudiante de secundaria Dōji Ooe perdió todo sentido de su vida al perder la audición debido a una enfermedad. Dōji se ha convertido en una persona arisca e introvertida, incluso rozando lo violento, todo lo contrario a lo que una vez fue. Un día, tras visitar el club donde trabaja su hermano mayor Shinji, observa a un grupo de chicos que bailan esa noche y se percata que, si bien no puede escuchar la música, puede sentir las vibraciones del sonido. Entonces decide unirse al grupo de baile y descubre un mundo completamente nuevo. 

## Reparto
- Takuya Uehara como Dōji Ooe
- Dori Sakurada como Yorimitsu Mizumoto
- Takahiko Yanagisawa como Shinji Ooe
- Atsushi Hashimoto como Tarō Sakata
- Sōichi Hirama como Tsuna Watanabe
- Takuya Terada como Tōbi Ibaraki
- Ryō Yoshizawa como Nagi Yūki
- Gō Ueki como Shōgo
- Yukari Tachibana como Sakiko Ooe
- Goshū como Tsuyoshi Watanabe
- Minori Fujikura como Ayumi Sakata
- Ayaka Komatsu como Yūka Miyauchi
- Ruito Aoyagi como Yōichi Sakai

## Producción
El reparto principal está compuesto por actores y actrices pertenecientes a la agencia Amuse. Si bien "Sign" nunca fue un grupo oficial y solo fue una subunidad creada por Amuse con el propósito de la serie misma, se ha lazando un CD homónimo que contiene los dos temas que el grupo interpreta en el drama. La serie fue lanzada en DVD el 22 de abril de 2011. 

### Lista de episodios
| Número | Título       | Estreno               |
| --- | ------------ | --------------------- |
| 1 | «Stage 1»    | 19 de enero de 2011   |
| Dōji Ooe es un estudiante de secundaria de último año que perdió la audición como resultado de una enfermedad dos años atrás. A pesar de que Dōji ha aprendido a leer los labios de las personas y puede comunicarse sin mayores problemas, ya no queda rastro de la persona que alguna vez fue, siendo ahora alguien arisco y con mucha ira reprimida. Un día, visita el bar donde trabaja su hermano mayor, Shinji, a quien le preocupa el comportamiento agresivo e irracional de Dōji. En dicho bar, ve la presentación de un grupo de baile masculino compuesto por estudiantes de su escuela y se percata de que si bien no puede oír la música, Dōji puede sentir las vibraciones del sonido y seguir el ritmo. Tras meterse en una pelea con un sujeto, Dōji es obligado por su hermano a trabajar a medio tiempo en el bar para pagar los daños. Allí se encuentra con el grupo practicando sus pasos de baile y Dōji termina discutiendo con uno de sus miembros, Yorimitsu Mizumoto, luego de burlarse de la forma de baile de estos. |              |                       |
| 2 | «Stage 2»    | 26 de enero de 2011   |
| Dōji se jacta de que puede hacer los mismos pasos de baile que el grupo, ante lo cual Mizumoto le desafía a bailar enfrente de todos y demostrarlo. Quizás por timidez y la presión del momento, Dōji no logra moverse, lo que le lleva a sentirse frustrado consigo mismo. En la escuela, Dōji y su madre tienen una reunión con su profesor para discutir sobre su futuro. Dōji desea ingresar a una universidad en particular, pero su profesor le advierte que será poco posible que lo haga teniendo en cuenta sus notas actuales y su discapacidad. En cambio, el hombre le entrega una lista con escuelas para personas discapacitadas, algo que enfurece a Dōji. Poco después. Dōji se encuentra con Tsuna Watanabe, otro de los miembros del grupo, quien le insiste en que le ayude a repartir algunos paquetes. Tsuna le confía a Dōji que ahora debe encargarse de la compañía de mensajería de su familia puesto que su padre se ha lastimado la espalda y no tienen dinero para pagarle a un empleado. Debido a lo mismo, ya no puede asistir a clases ni a las sesiones de práctica del grupo. Tsuna ha visto bailar a Dōji y le invita para que baile con ellos esa noche, secretamente esperando que se convierta en su reemplazo. La presencia de Dōji enfurece a Mizumoto, quien no puede aceptar la idea de que este se una al grupo, creyendo que alguien sordo solo los atrasaría y se jacta de que ni siquiera tiene los zapatos adecuados para bailar. |              |                       |
| 3 | «Stage 3»    | 2 de febrero de 2011  |
| Dōji se empecina en conseguir dinero, decidido a comprarse un par de tenis y así acallar a Mizumoto. Sin embargo, estos son demasiado caros y no tiene el dinero suficiente. Al mismo tiempo, Tsuna es informado por su maestro que si no asiste a clases no sería capaz de graduarse. Sin embargo, con su padre en el hospital y el dinero escaseando, Tsuna no puede permitirse el lujo de dejar abandonado el negocio familiar. Mientras tanto, Dōji ha encontrado lo que parece ser una forma fácil y rápida de hacer dinero: apostar bailando con un grupo de chicos. Pronto Tsuna se le une con Tobi (otro de los miembros del grupo de baile), pero las cosas se complican cuando Dōji ataca a un sujeto después de que este se negara a pagarles tras perder. Tobi llama de inmediato a Shinji, quien detiene la pelea y se molesta con su hermano por su comportamiento. Dōji se excusa diciendo que necesitaba dinero y, que siendo discapacitado nadie lo contrataría, agregando que Shinji nunca entendería cómo se sentía. Tras esta discusión con su hermano, Dōji huye del lugar. Mientras camina por la calle, es abordado por Shōgo, un famoso bailarín que le vio bailar y quiere reclutarlo para un grupo de baile que está formando. |              |                       |
| 4 | «Stage 4»    | 9 de febrero de 2011  |
| Mizumoto debe permanecer en cama debido a un fuerte resfrío. Solo y sin nadie que cuide de él, contempla la idea de recurrir a su distanciada madre, con quien no ha tenido contacto en mucho tiempo. Mizumoto ha vivido los últimos años en un orfanato y se muestra reacio a entablar una relación con ella, por lo que finalmente se decide por no llamarla. Dōji se entera de que Mizumoto está enfermo y acude a su apartamento con medicina y comida. Mizumoto se resiste a recibir los cuidados de Dōji, pero termina cediendo cuando este le recrimina que podría perder la audición si no trataba su fiebre. El resto de los chicos se le une poco después y juntos cuidan a Mizumoto, quien, conmovido por la situación, rompe en llanto. Por su parte, Tobi se ha marchado de su hogar tras pelear con sus padres y termina por quedarse en el departamento de Mizumoto. A la mañana siguiente, Mizumoto ha mejorado y reconoce que fue gracias a Dōji que ahora está mejor, pero intencionalmente lo dice cuando este no puede verlo. Más adelante, Dōji discute con Shōgo acerca de las condiciones del contrato, y este le explica que su sordera es la razón principal por la cual le quiere en su grupo, ya que de esa forma recibirían más atención del público y los medios. Shōgo le da una semana para decidir. Pensando en su futuro, Dōji decide firmar el contrato e informa a los demás que no podrá bailar con ellos.                                 |              |                       |
| 5 | «Stage 5»    | 16 de febrero de 2011 |
| La decisión de Dōji provoca que tenga una pelea con los demás, principalmente con Tobi, quien es fanático de Shōgo y no logra entender como Dōji fue reclutado y él no, afirmando que solo piensa en sí mismo. Shinji se entera acerca del futuro debut de su hermano en el mundo del entretenimiento y junto a Mizutomo, Tobi y Tsuna se enfrentan a Shōgo, exigiéndole saber la verdadera razón por la qué ha escogido a Dōji. Shōgo les dice lo mismo que a Dōji, afirmando que su "sordera es su arma", para gran disgusto de los demás, quienes no pueden creer que Dōji haya accedido a algo como aquello. Shinji se niega a permitirlo, ya que ser sordo no era tan bonito como Shōgo lo hace parecer y que por ello mismo su hermano tenía muchas dificultades que las personas normales no tendrían. Dōji y Shinji discuten, con Dōji quejándose de que su hermano nunca lo dejaba en paz y le asfixiaba con su continua sobreprotección. A su vez, Shinji le recrimina que sacrificó sus mejores años de escuela cuidando de él y que nunca tuvo tiempo de hacer lo que quería. También le grita diciendo que estaba siendo egoísta y que no solo Dōji, sino toda su familia, sufría debido a su sordera. |              |                       |
| 6 | «Stage 6»    | 23 de febrero de 2011 |
| La relación entre Dōji y Shinji sigue tensa tras su pelea y ambos hermanos apenas se hablan. Shinji finalmente ha logrado aprobar los exámenes de ingreso a la universidad y ahora que ya no necesita hacerse cargo de Dōji, planea mudarse a un apartamento por su cuenta. Esto deja a Dōji sorprendido y confundido, quien no sabe como reaccionar al respecto. Al mismo tiempo, el grupo de baile decide separarse puesto que sus miembros restantes han decidido pensar en sus futuros en lugar de seguir un camino incierto. Shōgo le insta a Dōji a aprender lengua de señas, ya que de esa forma podría comunicarse con otras personas sordas. Extrañado, Shōgo le pregunta por qué nunca antes lo había aprendido, ante lo cual Dōji responde que nunca lo creyó necesario puesto que no tiene amigos sordos. Shōgo luego comenta que encontraba admirable el hecho de que sus amigos se preocuparan tanto por él como para adentrarse en el "mundo de los discapacitados". Mientras tanto el amigo de Shinji, Tarō, junto con los demás, planean que este finalmente se le confiese a una chica de quien está enamorado desde hace tiempo. Shinji encuentra el valor para confesarse, pero termina siendo rechazado por esta y es consolado por todos. El grupo luego entra en shock cuando Tobi les dice que su novia está embarazada. |              |                       |
| 7 | «Stage 7»    | 1 de marzo de 2011    |
| Tobi planea conseguir un empleo y casarse con su novia una vez que se haya graduado de la escuela. Su madre le aconseja que un aborto sería la mejor opción para ambos, puesto que su futuro estaría en peligro con la llegada de un bebé, pero Tobi se muestra firme en su palabra y se niega. Dōji y Shinji hacen las paces, pero Dōji comienza a dudar cada vez más acerca de que lo que debería hacer, cuestionando si debe debutar o no con el grupo de Shōgo. Tarō organiza con la ayuda de los demás una despedida de soltero sorpresa para Tobi, y grupo discute acerca de lo que quieren llegar a ser en la vida y sus metas. Tarō decide ir a comprar más vino, y debido a que estaba ebrio, es arrollado por un auto mientras intenta cruzar la calle. Dōji se propone a ir a comprar fuegos artificiales para celebrar, solo para encontrarse con Tarō yaciendo en un charco de sangre. |              |                       |
| 8 | «Stage 8»    | 8 de marzo de 2011    |
| 9 | «Last Stage» | 16 de marzo de 2011   |